# Såna som vi...
Såna som vi... är den sverigefinske vissångaren Dan Berglunds femte studioalbum, utgivet av Amigo 2007.
Albumet var Berglunds första på tjugo år och producerades av Göran Petersson. Sofia Karlsson sjöng och spelade gitarr på "Hymn" och Martin Hederos klavinet och tramporgel på "Hallucinationer".

## Låtlista
Alla låtar är skrivna av Dan Berglund.
1. "Loser" – 3:45
2. "Såna som vi..." – 4:10
3. "Hymn" – 3:45
4. "Frasse Swahns frälsning" – 5:01
5. "Wellamo" – 4:24
6. "Hallucinationer" – 4:41
7. "Då klär hon av sig allt" – 4:16
8. "Brud vid min sida" – 4:07
9. "Partisanen" – 4:33
10. "Frasse Swahn i Albanien" – 5:12

## Medverkande
- Dan Berglund – sång, gitarr
- Henrik Cederblom – sång, gitarr, dobro, mandolin, fiol
- Martin Hederos – klavinet och tramporgel på "Hallucinationer"
- Sofia Karlsson – sång och gitarr på "Hymn"
- Johannes Lundberg – kontrabas på "Frasse Swahn i Albanien"
- Göran Petersson – producent
- Harald Svensson – dragspel, tramporgel

## Mottagande
Såna som vi... fick generellt sett ett positivt mottagande och har medelbetyget 3,3/5 på sajten Kritiker.se, som sammanställer bland annat skivrecensioner, baserat på åtta omdömen.

## Listplaceringar
| Lista (2007) | Topplacering |
| ------------ | ------------ |
| Sverige      | 41           |

### Fotnoter
1. 1 2 3  ”Dan Berglund”. Svensk mediedatabas. http://smdb.kb.se/catalog/search?q=dan+berglund&sort=OLDEST. Läst 25 januari 2013.
2. ↑  ”Såna som vi”. Kritiker.se. http://kritiker.se/skivor/dan-berglund/sana-som-vi/. Läst 25 januari 2013.
3. ↑  Listplacering